# Bernard le bûcheron
Pour plus de détails, voir Fiche technique et Distribution.
Bernard le bûcheron ou le miracle de Saint Hubert est un film muet français réalisé par Georges Méliès, sorti en 1907.

## Synopsis
Bernard, un bûcheron, revient chez lui après sa journée de labeur. Il est surpris par l'orage et tente, avec plusieurs chasseurs, de chercher un abri pour se protéger de la pluie. Endormi, il rêve, qu'adossé à un tronc d'arbre, la mort lui apparaît, jusqu'à ce que Saint Hubert (le patron des chasseurs) la chasse. Il invite également Bernard à se lever, alors que des serviteurs le mènent à un château. D'abord enchanté, Bernard souhaite enfin regagner la simplicité de sa demeure.

## Fiche technique
- Titre : Bernard le bûcheron
- Réalisation : Georges Méliès
- Sociétés de production : Star Film
- Pays d'origine :  France
- Langue : film muet avec les intertitres en français
- Genre : Film fantastique